# Dark Energy Survey
Der Dark Energy Survey (DES) ist eine Himmelsdurchmusterung im optischen und nahinfraroten Spektralbereich. Seine Hauptziele sind die Erforschung der 1999 entdeckten beschleunigten Ausdehnung des Universums und der großräumigen Strukturbildung. Erstere wird in kosmologischen Theorien oft durch das Vorhandensein Dunkler Energie erklärt, die mit negativem Druck wirkt.
DES wird von einem Zusammenschluss von Wissenschaftlern an verschiedenen Universitäten und Forschungsinstituten in den USA, Brasilien, Großbritannien, Spanien, Deutschland, Australien und der Schweiz betrieben. Die astronomischen Beobachtungen wurden zwischen den Jahren 2013 bis 2019 am Cerro Tololo Inter-American Observatory in der Atacama-Wüste in Chile durchgeführt und deckten etwa ein Achtel des Himmels ab. DES bildet dabei das Gegenstück zum Sloan Digital Sky Survey am Südhimmel, verfügt jedoch über bessere Bildqualität und größere Tiefe.

## DECam
Die Dark Energy Camera (DECam) ist am Hauptfokus des 4-m-Teleskops Victor M. Blanco am Cerro Tololo Inter-American Observatory installiert. Sie verfügt über 62 CCD-Sensoren für wissenschaftliche Beobachtungen (jede mit 2048 × 4096 Pixeln Auflösung) sowie 12 Hilfs-CCDs. Ihr Gesamtgewicht beträgt etwa vier Tonnen.
DECam verfügt über insgesamt sieben optische Filter, die verschiedene Wellenlängenbereiche abdecken. DES nutzt dabei die Filter g, r, i, z und Y.

## Durchmusterung
Insgesamt werden etwa ein Achtel des Himmels bzw. 5000 Quadratgrad beobachtet. In jedem der fünf optischen Filter sollen über die gesamte Fläche zehn einzelne Beobachtungen gemacht werden. Nach einer Verifizierungsphase im Winter 2012/13 wurden im August 2013 die Hauptbeobachtungen begonnen.
Zusätzlich werden tiefere Supernova-Felder mit einer Gesamtfläche von 30 Quadratgrad beobachtet.
Die von DES abgedeckte Fläche überschneidet sich mit vielen anderen Durchmusterungen, z. B. dem South Pole Telescope, dem Vista Hemisphere Survey, COSMOS, und SDSS Stripe 82.

## Kosmologische Proben
DES untersucht eine Reihe von kosmologischen Proben, die in diesem Abschnitt kurz beschrieben werden:

### Supernovae
Supernovae vom Typ Ia sind näherungsweise Standardkerzen. Durch den Zusammenhang von Scheinbare Helligkeit und Rotverschiebung kann die Ausdehnung des Universums zu relativ späten Zeiten gemessen werden.

### Galaxienhaufen
Galaxienhaufen sind die größten beobachteten kollabierten Objekte im Universum. Ihre Anzahldichte wird von kosmologischen Theorien vorhergesagt.

### Schwacher Gravitationslinseneffekt
Der schwache Gravitationslinseneffekt beschreibt eine kleine, nur statistisch messbare Änderung der beobachteten Form und Größe von Hintergrundgalaxien, deren Licht von der Schwerkraft astronomischer Objekte (z. B. Galaxien und Galaxienhaufen) abgelenkt wird.

### Großräumige Strukturen
Die Verteilung von Materie wird ebenfalls von kosmologischen Theorien vorhergesagt. Sie wird oft durch Zwei-Punkt-Korrelationen beschrieben. Dazu werden die Positionen von astronomischen Objekten (oft Galaxien) als Tracer des nicht direkt beobachtbaren Materiefeldes verwendet.

## Weitere wissenschaftliche Ziele und Ergebnisse
- optische Follow-up Untersuchungen im Rahmen der ersten Beobachtung von Gravitationswellen

- Entdeckung von 2014 UZ224, ein Asteroid und wahrscheinlicher Zwergplanet am Rande des Sonnensystems[3]